# Leonid Fainberg
Leonid Fainberg (en ucraniano: Леонід Файнберг) conocido también por el nombre falso de Ludwig Lyosha Fainberg, y por sus alias "Tarzán" y "Lenny" (Odesa, Ucrania; 1 de marzo de 1958), es un criminal, exnarcotraficante y empresario ucraniano de origen judío.

## Primeros años
Fainberg nació en la Unión Soviética en 1958. En 1971 emigró a Israel, donde intentó ingresar a la marina naval, aunque fue rechazado tras aplazar los exámenes más básicos.

## Comienzos en el narcotráfico
En 1980, Fainberg se mudó a Berlín, donde comenzó su carrera como traficante para vendedores de droga. Durante este tiempo, empleó el nombre falso de Ludwig Lyosha y en 1984, tras haber pasado un tiempo traficando y aprendiendo sobre el negocio en Berlín, se mudó a Estados Unidos tras la disolución de la URSS. Allí Fainberg emprendió diversos negocios relacionados con la prostitución, el tráfico de drogas, armas, bajo la fachada de empresas fantasma, que servían para tachar sus negocios ilícitos, tales como un pequeño videoclub, en Nueva York, o su franquicia de prostíbulos, Porky's, inspirada en la película del mismo nombre.

## Compra del Submarino
En los años 1990s, Fainberg, quien residía en Miami se hizo célebre por intentar comprar un submarino Foxtrot clase ataque de 90 pies propulsado por diésel junto con sus socios Juan F. Almeida, y el ahora fugitivo internacional, Nestor "Tony" Yester, Aunque se llegó a ofertar alrededor de cinco millones de dólares de la época, el trato nunca llegó a concretarse.

## Etapa en prisión, Canadá y Panamá
Poco más tarde, fue arrestado por participar en el tráfico de drogas y crimen organizado, y debido a su colaboración, se le ofreció una condena mínima de treinta y siete meses, la cual concluyó en 1999; Tras eso, fue deportado a Israel, aunque luego se mudó a Ottawa, en el 2000, tras cambiarse el nombre por Aron Bar. Allí, sin embargo, se casó nuevamente y llevó a su hija consigo. En Canadá trató de reconstruir su negocio de prostitución, aunque fue expuesto en los medios por el periodista Victor Malarek, en su libro The Natashas (Las Natashas). Fainberg intentó pedir asilo al gobierno canadiense tras alegar que su vida se hallaba en peligro, sin embargo, debido a que violó su régimen de visa, fue deportado nuevamente a Israel en 2003. A lo largo de la década de los 2000s, Fainberg intentó reconstruir su negocio en Sudamérica, en particular, en Panamá, sin embargo, fue arrestado allí en junio de 2011 por cargos de tráfico y prostitución. A fecha del 2020, Fainberg sigue preso en Panamá, y ha obtenido cierta popularidad en internet gracias a su canal de Youtube "Mr. Prisioner"